# 非插入式性行為

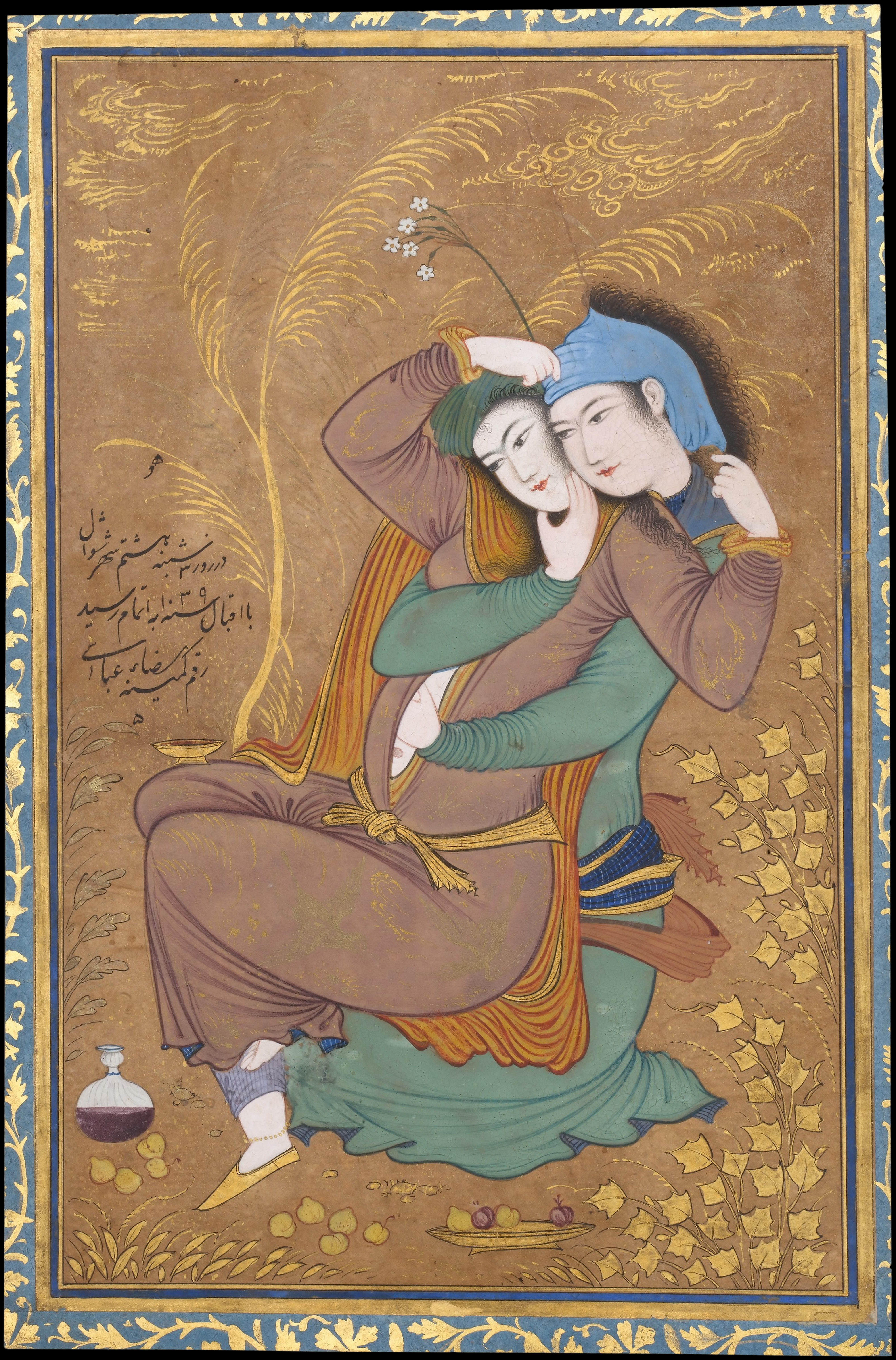
兩個戀人：約1630年的一幅波斯細密畫。

非进入式性行為（non-penetrative sex）或非性交性快感（outercourse）包括狂熱愛撫（heavy petting）、擦印法（frottage）与相互抚慰（mutual masturbation），一般是前戏，泛稱性行动之中排除任何以身体部位或其他物体进入阴道、肛门或口腔的范围 。由於较少有交换彼此體液的现象，与此相关的行为常用作安全性行為与生育控制的形式之一。

## 怀孕概率

### 安全期
進入陰道没有精液的情况下，概率为零；有精液的情况下，概率极低。

### 排卵期
进入阴道没有精液的情况下，概率为零；有精液情况，概率符合排卵期怀孕概率。

## 行為形式

### 狂热爱抚
根據牛津字典定義，「狂熱愛撫」（Heavy Petting）通常指涉任何玩弄彼此性器官但不插入或接合的前戲行為。

### 相互抚慰
相互抚慰（mutual masturbation）是一种性伴侶之间（至少两人）彼此性刺激的性行为。。
該刺激方式有很多種，如用手爱抚對方，「擦印法」（Frottage）（一方以胸、臀或生殖器等身體部位摩擦另一方生殖器）或仿69式（但不一定相互口交，例如一方为阴茎手交，另一方为陰戶指交）等。
倘若没有任何體液交换，相互抚慰也可作为安全性行為的形式之一，而且大幅降低传染性病的危险。因此，一些倡导安全性行為的组织在1980年代爆发爱滋病威胁的意识下，此种方式被鼓励用在男性行为之间以取代肛交或口交。
然而，相互抚慰绝非毫无感染性病的风险，尤其是之於人類免疫缺陷病毒（HIV）患者；若其性伴侶的身上有伤口，对生殖器性刺激的时候仍可能被濺到傷口的體液（精液或是陰道體液）中所含之HIV病毒感染。

### 一般定义的
- 腋下交又可以稱（腋交）：阴茎放入性伴侶的腋下。[8]
- 情趣按摩：摩擦全身。通常會使用油類物以更加的有快感。
- 足交：以脚对生殖器性刺激，又稱足交。
- 「格劍」：阴茎对陰莖摩擦。
- 阴茎手交：以手对阴茎性刺激，又稱指交。
- 吊茶包：把陰囊放在伴侶的口腔內，然後重複進出或磨擦。
- 乳交：性伴侶使阳具或阴茎在另一方乳房间摩擦。
- 乳頭愛撫：对乳头的性刺激，通常以手或嘴。
- 臀间的：性伴侶将阳具或阴茎放在另一方微露的上臀（英语：Buttock cleavage）或两臀之间的沟缝之中。
- 股间的（股間性爱）：性伴侶将阳具或阴茎放在另一方大腿间，主动推挤摩擦（irrumation）。盛行在日本妓院对雄性器刺激方法之一。
- 女女性行为：女陰对女陰的摩擦，一般所稱交叉体位。

### 籠統定義的
（未完全排除身体部位进入阴道、肛门或口腔的范围，只是陰莖未插入陰道中）
- 指交：以手指对陰戶、阴道或肛門的性刺激。
- 口交：以嘴、唇、舌、齿或咽喉对生殖器的性刺激。

## 懷孕可能性
股间性爱以及雌雄生殖器彼此的摩擦，虽然名义上是为非进入式性行為的形式，但透过性器官沾上带有精子的体液仍可能因此怀孕。

## 參看
- 自慰
- 性体位
- 性高潮控制
- 身體親密
- 群交
- 69式

### 引用
1. ↑  M., Hodge; Evelyn Blackwood, Jeffrey M. Dickemann, Doug Jones, Frank Muscarella, Paul L. Vasey, Walter L. Williams. . Current Anthropology. 2000: 385. ISBN 10768881 请检查|isbn=值 (帮助).
2. 1 2 3  Jerry D. Durham, Felissa R. Lashley. . Springer Publishing Company. 2000: 597 pages  [2012-01-29]. ISBN 0826112935. （原始内容存档于2015-05-12）.
3. ↑  Kate Havelin. . Capstone Press. 1999: 64  [2012-09-29]. ISBN 0736802924. （原始内容存档于2015-05-12）.
4. ↑  Isadora Alman. . Conari. 2001: 280  [2012-09-29]. ISBN 1573245208. （原始内容存档于2015-05-12）.
5. ↑  . aids.gov.   [2011-03-04]. （原始内容存档于2009-12-04）.
6. ↑  . Internet Archive.   [2024-08-30]. （原始内容存档于2013-12-08）.
7. ↑  Fulbright, Yvonne K. . Quiver. 2010: 141  [2013-02-08]. ISBN 9781592333523. （原始内容存档于2016-04-27）.
8. ↑  Mark Steven Morton. . Insomniac Press. 2003: 186  [2013-02-08]. ISBN 1894663519. （原始内容存档于2016-05-04）.

## 外部連結
- Frot Man2Man Alliance （页面存档备份，存于） promoting non-penetrative male-to-male sexual expression
- "Great sex without intercourse", NVSH (contains graphics of sexual acts)
- Mutual Masturbation （页面存档备份，存于） - A biographical collection of personal data for a psychological and sociological study of mutual masturbating as it relates to the habits for both men and women.
- Clitical.com: Mutual Masturbation Female mutual masturbation